# San Antonio Riders
De San Antonio Riders (of simpelweg de Riders) is een voormalig professioneel American footballteam uit San Antonio, Texas. De Riders behoorde tot de 10 teams die speelden in de voormalige World League of American Football (WLAF), een semi-professionele competitie met teams uit de Verenigde Staten, Canada en Europa. Het team kwam uit in de Noord-Amerika West-divisie.
Het team werd opgericht in 1991 en weer opgeheven in 1992, wegens een gebrek aan interesse van de NFL investeerders in de WLAF. De beste prestatie van het team was een 2e plaats in de divisie.

## Resultaten per seizoen
W = Winst, V = Verlies, G = Gelijk, R = Competitieresultaat
| Seizoen                   | W  | V | G | R         | Play-off resultaat |
| ------------------------- | -- | - | - | --------- | ------------------ |
| San Antonio Riders (WLAF) |    |   |   |           |                    |
| 1991                      | 4  | 6 | 0 | 2e plaats | --                 |
| 1992                      | 7  | 3 | 0 | 3e plaats | --                 |
| Totaal                    | 11 | 9 | 0 |           |                    |

Noord-Amerika West:
Birmingham Fire · Sacramento Surge · San Antonio Riders
Noord-Amerika Oost:
Montreal Machine · New York/New Jersey Knights · Orlando Thunder · Raleigh-Durham Skyhawks · Ohio Glory
Europa:
Barcelona Dragons · Frankfurt Galaxy · London Monarchs